# Adriano Sarney
José Adriano Cordeiro Sarney, mais conhecido como Adriano Sarney (São Luís, 20 de junho de 1980) é um economista, administrador e político brasileiro filiado ao Partido Verde (PV). É neto do ex-presidente da República, José Sarney, e filho do ex-ministro do meio ambiente, Sarney Filho. Foi deputado estadual pelo Maranhão.

## Biografia
Formado em Economia e Mestre pela Universidade Paris I Panthéon-Sorbonne, França e Pós Graduado em Administração pela Universidade Harvard University, Faculty of Arts and Sciences, Cambridge, EUA, e  é articulista do jornal O Estado do Maranhão.
Em 2014, foi eleito pela primeira vez à deputado estadual. Apoiou Lobão Filho ao governo do Maranhão e Dilma Rousseff à presidência da república.
Em 2016 foi líder da bancada do Partido Verde na Assembleia Legislativa. Foi Presidente da Comissão de Assuntos Econômicos em 2015 e da Comissão de Assuntos Municipais e Desenvolvimento Regional em 2016. Foi eleito para a Mesa Diretora para o período 2017-2018. Foi Presidente da Frente Parlamentar da Micro e Pequena Empresa. É o líder da bancada de oposição na Assembleia Legislativa ao governo Flávio Dino.
Em 2018, foi reeleito deputado estadual com mais de 50 mil votos. Apoiou Roseana Sarney para o Governo do Maranhão e Jair Bolsonaro à Presidência da República. Foi o Líder da Oposição na Assembleia Legislativa ao governo Flávio Dino.  
Em 2020, foi lançado como candidato a Prefeito de São Luís pelo Partido Verde, mas retirou a candidatura em setembro. 
Em 2022, tenta a reeleição, mas recebe 22.491 votos e não obtém êxito na reeleição.
Em março de 2023, assumiu como presidente da Agência Estadual de Mobilidade Urbana e Serviços Públicos (MOB).